# Caspar Melchior Balthasar Zeitlinger

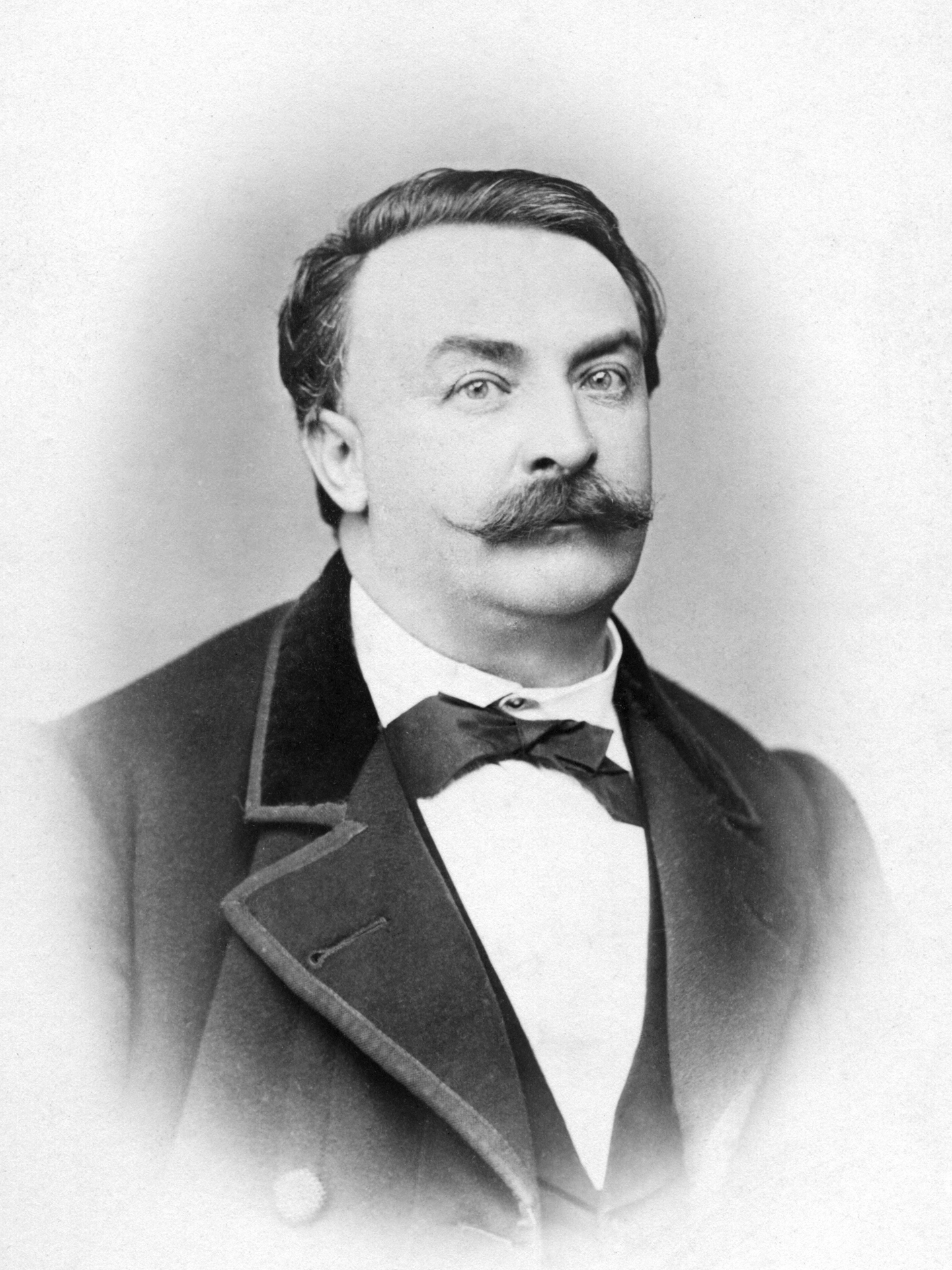
Caspar Zeitlinger, Fotografie

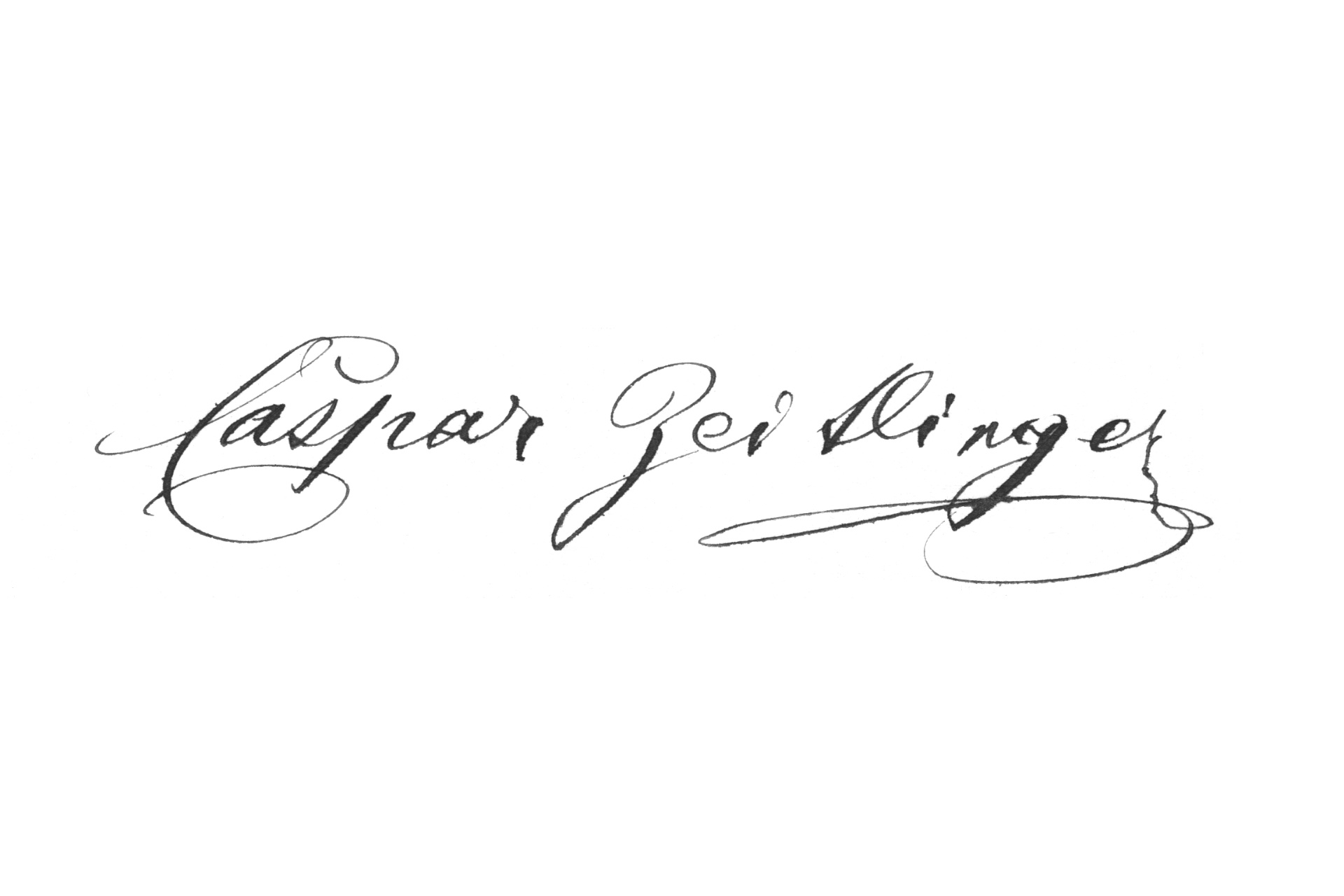
Unterschrift, 1877

Caspar Melchior Balthasar Zeitlinger (häufig nur: Caspar Zeitlinger; * 6. Jänner 1830 in Schlierbach; † 2. November 1898 in Schlierbach) war ein österreichischer Sensenfabrikant. Er wurde als viertes von elf Kindern des Sensengewerken Johann Michael Zeitlinger und dessen Frau Maria Theresia Cäzilia Zeitlinger, geb. Kaltenbrunner an der Sensenschmiede Blumau in Hausmanning geboren. Er war ein Bruder von Franz Zeitlinger und ein Neffe von Caspar Zeitlinger.

## Leben und Wirken
Caspar Zeitlinger heiratete am 26. Juli 1859 die Theresia Josepha Seraphina Weinmeister, eine Tochter des Christoph Conrad Weinmeister vom Sensenwerk Wasserleith. Nach dem Tod seines Vaters übernahm Zeitlinger dessen Sensenwerk Blumau. Er führte zusätzlich zum renommierten Sensenzeichen „Zwei Strohmesser“ neue Marken ein („Stiefel“ und „St. Wolfgang“), weitete die Produktion aus und ließ noch wenige Jahre vor seinem Tod die benachbarte Schenkermühle zu einem weiteren Sensenwerk umbauen. Seine Frau Theresia war 1873 verstorben, worauf er 1874 deren Schwester Anna Weinmeister heiratete. Aus erster Ehe stammten neun Kinder, aus der zweiten Ehe eine Tochter. Nachfolger im Unternehmen wurden nach Zeitlingers Tod seine Söhne Michael und Kaspar. Seine Tochter Julie Serafine wiederum heiratete ihren parallelverwandten Cousin Caspar Zeitlinger, Sensengewerke am Gradnwerk in Micheldorf.

## Ehrungen und Auszeichnungen
- K.k. privilegierter Sensenfabrikant
- Silberne Medaille der Pariser Weltausstellung (1867)[1]
- Goldenes Verdienstkreuz mit der Krone (1868)
- Ritterkreuz des Franz-Joseph-Ordens für Leistungen in der Sensenindustrie, besonders bei der Wiener Weltausstellung (1873)
- Ernennung zum Ehrenmeister (30. Juni 1891)
- Ehrenbürger von Kirchdorf an der Krems für die Wohltaten und Gefälligkeiten, die er dem Markte, den Vereinen und Armen Kirchdorfs erwiesen hat[2]